# Fake A Smile
Fake A Smile este un single al cântăreței de origine norvegiană Liv Kristine.

## Tracklist
1. Fake A Smile
2. This Is Us
3. Woman In Me
4. China Heart
5. Fake A Smile (remix)